# Suszyca (Beskid Mały)
Suszyca lub Suszyce (585 m) – szczyt we wschodniej części Beskidu Andrychowskiego (Beskid Mały). Znajduje się na północno-wschodnim grzbiecie niższego wierzchołka Magurki Ponikiewskiej.
Aleksy Siemionow w „Ziemi Wadowickiej” i Radosław Truś w przewodniku „Beskid Mały” podają nazwę szczytu Suszyce, tak samo mapa Compassu, ale w państwowym rejestrze nazw geograficznych jest to szczyt Suszyca i taką nazwę podają mapy Geoportalu. Mapa Compassu podaje wysokość szczytu 591 m, lotnicza mapa Geoportalu 585 m, przewodnik 619 m.
Jest to bardzo niewybitny szczyt, z tego powodu całe północno-wschodni grzbiet Magurki Ponikiewskiej także nosi nazwę Suszyce. Jego południowo-wschodni stok opada do doliny potoku Suszyca, północno-zachodni do doliny potoku Bystrz. Cały grzbiet jest porośnięty lasem, ale w niektórych jego miejscach dość wysoko podchodzą w górę pola i zabudowania wsi Jaszczurowa. W lesie rosną głównie buki i jodły, wśród nich trafiają się grube, wysmukłe dzikie czereśnie
Niemal cały grzbiet Suszyca znajduje się w granicach wsi Jaszczurowa w województwie małopolskim, w powiecie wadowickim, w gminie Mucharz.

## Szlaki turystyczne
Schronisko PTTK Leskowiec – Magurka Ponikiewska – Suszyce – Świnna Poręba.